# Onandi Lowe
Onandi Lowe (Kingston, Jamaica, 2 de diciembre de 1974) es un exfutbolista de Jamaica que jugaba en la posición de delantero. Es padre del también futbolista Damion Lowe.

## Carrera

### Club
| Periodo   | Club                             |
| --------- | -------------------------------- |
| 1993-1996 | Harbour View FC                  |
| 1996–1997 | Montreal Impact                  |
| 1997–1998 | Waterhouse FC                    |
| 1998–1999 | Arnett Gardens                   |
| 1999      | Richmond Kickers                 |
| 2000–2001 | Rochester Raging Rhinos          |
| 2001-2002 | Kansas City Wizards              |
| 2001      | → Port Vale FC (cedido)          |
| 2001–2002 | → Rushden & Diamonds FC (cedido) |
| 2002–2004 | Rushden & Diamonds FC            |
| 2004      | Coventry City FC                 |
| 2004–2005 | Arnett Gardens                   |
| 2005–2007 | Portmore United                  |
| 2006      | → Miami FC (cedido)              |
| 2008      | Arnett Gardens                   |

### Selección nacional
Debutó con Jamaica el 19 de julio de 1995 en la victoria por 2-1 ante Santa Lucía en Kingston, Jamaica por la Copa del Caribe de 1995, partido en el que anotó su primer gol internacional. Junto a Walter Boyd conformaron la ofensiva de la selección que clasificó a su primera Copa Mundial de Fútbol en Francia 1998, donde jugó en la derrota por 1-3 ante Croacia y en la victoria por 2-1 sobre Japón dirigido por René Simões.
También jugó en la eliminatoria para el mundial de 2002 donde anotó ante Costa Rica y Trinidad y Tobago en junio de 2001. También jugó en la Copa de Oro de la Concacaf 2003 donde anotó un gol y fue expulsado en la victoria por 2–0 sobre Guatemala en el Miami Orange Bowl. Jamaica sería eliminado en cuartos de final luego de perder 0-5 ante México. Su retiro internacional fue en marzo de 2004 en un partido amistoso ante Honduras donde anotó un gol. Por un problema de drogas en 2004 fue suspendido a nivel internacional hasta que quedó libre de cargos en 2005. Jugó 81 partidos internacionales y anotó 27 goles.
| N.º | Fecha                   | Sede                                                               | Rival                        | Marcador | Resultado | Torneo                                               | Ref.   |
| --- | ----------------------- | ------------------------------------------------------------------ | ---------------------------- | -------- | --------- | ---------------------------------------------------- | ------ |
| 1   | 19 de julio de 1995     | Independence Park, Kingston, Jamaica                               | Santa Lucía                  | 1–0      | 2–1       | Copa del Caribe de 1995                              | [ 10 ] |
| 2   | 1 de agosto de 1995     | Varsity Stadium, Toronto, Canadá                                   | Canadá                       | 1–0      | 1–3       | Amistoso                                             | [ 11 ] |
| 3   | 6 de diciembre de 1995  | Warner Park Sporting Complex, Basseterre, Saint Cristóbal y Nieves | San Cristóbal y Nieves       | 3–0      | 3–0       | Amistoso                                             | [ 12 ] |
| 4   | 28 de mayo de 1996      | Hasely Crawford Stadium, Port of Spain, Trinidad y Tobago          | Surinam                      | 1–3      | 1–3       | Copa del Caribe de 1996                              | [ 13 ] |
| 5   | 4 de septiembre de 1996 | Independence Park, Kingston, Jamaica                               | Costa Rica                   | 2–0      | 2–0       | Amistoso                                             | [ 14 ] |
| 6   | 4 de octubre de 1996    | Estadio Bellavista, Ambato, Ecuador                                | Ecuador                      | 1–1      | 1–2       | Amistoso                                             | [ 15 ] |
| 7   | 24 de julio de 1998     | Independence Park, Kingston, Jamaica                               | Antillas Neerlandesas        | 1–0      | 3–2       | Copa del Caribe de 1998                              | [ 16 ] |
| 8   | 29 de julio de 1998     | Hasely Crawford Stadium, Port of Spain, Trinidad y Tobago          | Antigua y Barbuda            | 1–0      | 1–0       | Copa del Caribe de 1998                              | [ 17 ] |
| 9   | 5 de julio de 2000      | National Stadium, Kingston, Jamaica                                | Barbados                     | 2–0      | 5–0       | Amistoso                                             | [ 18 ] |
| 10  | 5 de julio de 2000      | National Stadium, Kingston, Jamaica                                | Barbados                     | 3–0      | 5–0       | Amistoso                                             | [ 18 ] |
| 11  | 8 de julio de 2000      | Hasely Crawford Stadium, Port of Spain, Trinidad y Tobago          | Trinidad y Tobago            | 1–1      | 4–2       | Amistoso                                             | [ 19 ] |
| 12  | 8 de julio de 2000      | Hasely Crawford Stadium, Port of Spain, Trinidad y Tobago          | Trinidad y Tobago            | 2–1      | 4–2       | Amistoso                                             | [ 19 ] |
| 13  | 8 de julio de 2000      | Hasely Crawford Stadium, Port of Spain, Trinidad y Tobago          | Trinidad y Tobago            | 4–2      | 4–2       | Amistoso                                             | [ 19 ] |
| 14  | 16 de julio de 2000     | Arnos Vale Stadium, Arnos Vale, San Vicente y las Granadinas       | San Vicente y las Granadinas | 1–0      | 1–0       | Clasificación para la Copa Mundial de Fútbol de 2002 | [ 20 ] |
| 15  | 23 de julio de 2000     | National Stadium, Kingston, Jamaica                                | Honduras                     | 2–1      | 3–1       | Clasificación para la Copa Mundial de Fútbol de 2002 | [ 21 ] |
| 16  | 16 de agosto de 2000    | National Stadium, Kingston, Jamaica                                | El Salvador                  | 1–0      | 1–0       | Clasificación para la Copa Mundial de Fútbol de 2002 | [ 22 ] |
| 17  | 3 de septiembre de 2000 | National Stadium, Kingston, Jamaica                                | San Vicente y las Granadinas | 2–0      | 2–0       | Clasificación para la Copa Mundial de Fútbol de 2002 | [ 23 ] |
| 18  | 27 de enero de 2001     | Miami Orange Bowl, Miami, Estados Unidos                           | Bolivia                      | 1–0      | 3–0       | Amistoso                                             | [ 24 ] |
| 19  | 10 de junio de 2001     | National Stadium, Kingston, Jamaica                                | Cuba                         | 1–0      | 4–1       | Amistoso                                             | [ 25 ] |
| 20  | 10 de junio de 2001     | National Stadium, Kingston, Jamaica                                | Cuba                         | 4–1      | 4–1       | Amistoso                                             | [ 25 ] |
| 21  | 20 de junio de 2001     | Estadio Alejandro Morera Soto, Alajuela, Costa Rica                | Costa Rica                   | 1–1      | 1–2       | Clasificación para la Copa Mundial de Fútbol de 2002 | [ 26 ] |
| 22  | 30 de junio de 2001     | Queen's Park Oval, Port of Spain, Trinidad y Tobago                | Trinidad y Tobago            | 1–1      | 2–1       | Clasificación para la Copa Mundial de Fútbol de 2002 | [ 27 ] |
| 23  | 12 de febrero de 2003   | National Stadium, Kingston, Jamaica                                | Estados Unidos               | 1–2      | 1–2       | Amistoso                                             | [ 28 ] |
| 24  | 25 de mayo de 2003      | National Stadium, Kingston, Jamaica                                | Nigeria                      | 1–0      | 3–2       | Amistoso                                             | [ 29 ] |
| 25  | 15 de julio de 2003     | Miami Orange Bowl, Miami, Estados Unidos                           | Guatemala                    | 1–0      | 2–0       | Copa de Oro de la Concacaf 2003                      | [ 30 ] |
| 26  | 18 de febrero de 2004   | National Stadium, Kingston, Jamaica                                | Uruguay                      | 1–0      | 2–0       | Amistoso                                             | [ 31 ] |
| 27  | 31 de marzo de 2004     | National Stadium, Kingston, Jamaica                                | Honduras                     | 1–0      | 2–2       | Amistoso                                             | [ 32 ] |

## Problemas legales
La policía británica arrestó a Lowe en abril de 2004 por tráfico de cocaína equivalente a £117,000; él negó los cargos. La causa del arresto fue 'intento de posesión de 1.17 kg (2.5 lb) de cocaína para su distribución'. El fiscal afirmó que firmó el recibo del paquete con el nombre falso "Kevin Brown" y que tenía conocimiento del beneficio que iba a tener por el tráfico de drogas. Lowe dio un nombre falso aduciendo que era un paparazzi y que no tenía idea de lo que tenía el paquete. Lowe dijo en una entrevista policial que se trataba de un amigo. En febrero de 2005 fue declarado libre de los cargos por falta de evidencia.
Fue arrestado en la Parroquia de Saint Catherine en diciembre de 2007 por posesión de marihuana. Él iba manejando su atomóvil con 42 puros de marthuana, equivalente a $300 pero luego fue liberado.

## Logros

### Club
- A-League: 2000
- Football League Third Division: 2002–03

### Selección nacional
- Copa del Caribe: 1998